# Cryptoloba peperitis
Cryptoloba peperitis är en fjärilsart som beskrevs av Louis Beethoven Prout 1958. Cryptoloba peperitis ingår i släktet Cryptoloba och familjen mätare. Inga underarter finns listade i Catalogue of Life.